# Їржі Гржебець
Їржі Гржебець (чеськ. Jiří Hřebec; нар. 19 вересня 1950) — колишній чеський тенісист.
Найвищу одиночну позицію світового рейтингу — 25 місце досяг 19 квітня 1974 року.
Здобув 3 одиночні та 4 парні титули.
Найвищим досягненням на турнірах Великого шолома було 4 коло в одиночному розряді.

## Фінали Туру ATP

### Одиночний розряд (3–5)
| Результат | W/L | Дата     | Турнір                | Покриття  | Суперник     | Рахунок                 |
| --------- | --- | -------- | --------------------- | --------- | ------------ | ----------------------- |
| Перемога  | 1–0 | Жов 1973 | Прага, Чехословаччина | Ґрунт     | Ян Кодеш     | 4–6, 6–1, 3–6, 6–0, 7–5 |
| Поразка   | 1–1 | Бер 1974 | Atlanta WCT, США      | Килим (i) | Дік Стоктон  | 2–6, 1–6                |
| Перемога  | 2–1 | Лют 1975 | Базель, Швейцарія     | Килим (i) | Іліє Настасе | 6–1, 7–6, 2–6, 6–3      |
| Перемога  | 3–1 | Лют 1977 | Сан-Хосе, США         | Тверде    | Сенді Меєр   | 3–6, 6–4, 7–5           |

### Парний розряд титули (4–5)
| Результат | W/L | Дата     | Турнір                         | Покриття   | Партнер          | Суперники                          | Рахунок              |
| --------- | --- | -------- | ------------------------------ | ---------- | ---------------- | ---------------------------------- | -------------------- |
| Поразка   | 0–1 | Кві 1972 | Монте-Карло, Монако            | Ґрунт      | Франтішек Пала   | Патріс Бюст Даніель Конте          | 6–3, 1–6, 10–12, 2–6 |
| Перемога  | 1–1 | Лют 1973 | Де-Мойн, США                   | Тверде (i) | Ян Кукал         | Хуан Хісберт Йон Ціріак            | 4–6, 7–6, 6–1        |
| Поразка   | 1–2 | Лют 1973 | Солт-Лейк-Сіті, США            | Тверде     | Ян Кукал         | Майк Естеп Рауль Рамірес           | 4–6, 6–7             |
| Перемога  | 2–2 | Лип 1974 | Дюссельдорф, Західна Німеччина | Ґрунт      | Ян Кодеш         | Хіраї Кен'їті Сакаї Тосіро         | 6–1, 6–4             |
| Поразка   | 2–3 | Бер 1976 | Базель, Швейцарія              | Килим (i)  | Ян Кодеш         | Фрю Макміллан Том Оккер            | 4–6, 6–7, 4–6        |
| Перемога  | 3–3 | Лип 1976 | Кіцбюель, Австрія              | Ґрунт      | Ян Кодеш         | Юрген Фассбендер Ганс-Юрген Поманн | 6–7, 6–2, 6–4        |
| Перемога  | 4–3 | Бер 1977 | Гельсінкі, Фінляндія           | Килим (i)  | Ганс Кері        | Девід Ллойд Джон Ллойд             | 5–7, 7–6, 6–4        |
| Поразка   | 4–4 | Бер 1980 | Ніцца, Франція                 | Ґрунт      | Станіслав Бірнер | Кріс Ділейні Кім Ворвік            | 4–6, 0–6             |
| Поразка   | 4–5 | Бер 1981 | Нансі, Франція                 | Тверде (i) | Джон Фівер       | Іліє Настасе Адріано Панатта       | 4–6, 6–2, 4–6        |